# The Boundary Tales
The Boundary Tales is een studioalbum van de Nederlander Ron Boots. Het album dat uitgegeven is in een oplage van 400 stuks is een bijlage bij het muziekalbum Beyond the Boundaries of Twilight, dat op 24 mei 2009 verscheen. Het album bevat elektronische muziek, die Boots gedurende een zevental jaren in aanloop naar Beyond the Boundaries opnam, maar nog onuitgebracht was.

## Musici
- Ron Boots - elektronica

## Composities
Allen van Boots
1. Die Geschichte (5:21)
2. Tranquil (6:36)
3. Look up to the Sky (5:48)
4. Probes and Shuttles (6:31)
5. A Clear view (6:53)
6. Tarnished Drops (11:50)
7. Serenity (7:26)
8. Do we Believe? (6:30)
9. The Story (5:25)